# Internationale Vereinigung für Rechtswissenschaft
Die Internationale Vereinigung für Rechtswissenschaft (I.A.L.S.) ist eine Nichtregierungs- und Non-Profit-Organisation und wurde im Juli 1950 gegründet, um die Entwicklung der Rechtswissenschaft unter der Einbeziehung divergierender Rechtssysteme weltweit zu erforschen. Als Internationales Komitee des vergleichenden Rechts (I.C.C.L.) im Juli 1950 gegründet, firmiert sie seit dem März 1955 unter ihren gegenwärtigen Namen. Resolutionen, die vor ihrer Umbenennung gefasst und seitdem nicht widerrufen oder umformuliert worden sind, besitzen auch unter dem neuen Namen ihre Gültigkeit. Die IALS steht unter der Schirmherrschaft der UNESCO und ist Gründungsmitglied des Internationalen Wissenschaftsrats (ISC). Sie repräsentiert 29 nationale rechtswissenschaftliche Institute und ist der Dachverband acht nachgeordneter internationaler Forschungsvereinigungen
- Institut für europäisches Recht (IDE), Sitz  Deutschland
- Internationale Vereinigung für das Strafrecht, Sitz  Frankreich
- Internationale Gesellschaft für Arbeits- und soziale Sicherheitsfragen, Sitz  Schweiz
- Internationale Vereinigung zur Pflege von Rechtsbibliotheken, Sitz  Vereinigte Staaten
- Kommission für die Rechtspflege in der Gegenwart (IUAES), Sitz  Niederlande
- Europäisches Konsortium für Kirchen- und Staatsrecht, Sitz  Italien
- Zentrum für Familienrecht, Sitz  Belgien
- Verein für Menschenrechte, Sitz  Frankreich

Das Internationale Komitee tritt auf Einladung seines Präsidenten mindestens einmal im Jahr zusammen. Es sei denn, der Ausschuss beschließt aus außergewöhnlichen Gründen die Sitzung für zwei Jahre zu vertagen.